# Galatasaray S.K. (bóng đá)
Galatasaray Spor Kulübü (phát âm tiếng Thổ Nhĩ Kỳ: [ɡaɫatasaˈɾaj ˈspoɾ kulyˈby], Galatasaray Sports Club), còn được gọi là Galatasaray AŞ tại các giải đấu của UEFA, là câu lạc bộ bóng đá chuyên nghiệp lớn nhất của Thổ Nhĩ Kỳ có trụ sở tại phía Châu Âu của thành phố Istanbul. Đây là chi nhánh bóng đá của Câu lạc bộ thể thao Galatasaray lớn hơn cùng tên, bản thân nó là một phần của Ủy ban hợp tác cộng đồng Galatasaray bao gồm Trường trung học Galatasaray nơi câu lạc bộ bóng đá được thành lập vào tháng 10 năm 1905 bao gồm toàn bộ thành viên là học sinh. Theo truyền thống, đội thi đấu với màu đỏ và vàng đậm trên sân nhà, với những chiếc áo được phân chia ở giữa giữa hai màu. Galatasaray là câu lạc bộ bóng đá Thổ Nhĩ Kỳ thành công nhất trong lịch sử.
Galatasaray là một trong ba đội có tham gia tất cả các mùa giải của Süper Lig kể từ năm 1959, sau khi giải thể Istanbul Football League.
Galatasaray cũng vô địch Süper Lig (23), Turkish Cup (18) và Turkish Super Cup (16) nhiều nhất Thổ Nhĩ Kỳ, do đó khiến họ trở thành câu lạc bộ bóng đá được trang trí đẹp nhất ở Thổ Nhĩ Kỳ, vì những cuộc thi đó là các giải đấu và cúp chuyên nghiệp hàng đầu trên toàn quốc của Thổ Nhĩ Kỳ được công nhận và tính toán theo các quy định do Liên đoàn bóng đá Thổ Nhĩ Kỳ và UEFA đặt ra.
Trên bình diện quốc tế, Galatasaray đã giành được UEFA Cup và UEFA Super Cup vào năm 2000, trở thành đội bóng Thổ Nhĩ Kỳ đầu tiên và duy nhất vô địch một giải đấu của UEFA. Họ cũng đã giành được cúp Emirates vào năm 2013 tại London. Trong mùa giải 1999–2000, câu lạc bộ đã đạt được kỳ tích hiếm hoi là hoàn thành cú ăn ba khi vô địch Süper Lig, Turkish Cup và UEFA Cup trong một mùa giải. Galatasaray cũng là câu lạc bộ Thổ Nhĩ Kỳ duy nhất được xếp hạng đầu tiên trên IFFHS World Rankings. Theo cùng một tổ chức quốc tế, Galatasaray là câu lạc bộ Thổ Nhĩ Kỳ hay nhất thế kỷ 20 và là câu lạc bộ thành công thứ 60 ở châu Âu.
Kể từ năm 2011, sân vận động của câu lạc bộ là sân vận động Nef có sức chứa 52.280 ở Seyrantepe, Istanbul. Trước đây, câu lạc bộ đã chơi tại Sân vận động Ali Sami Yen, cũng như một loạt các sân khác ở Istanbul, bao gồm cả việc chia sẻ sân với Beşiktaş và Fenerbahçe tại Sân vận động Taksim và Sân vận động İnönü.
Nhờ chức vô địch thứ 20 của đội cho mùa giải Süper Lig 2014–15, logo của họ sau đó có bốn ngôi sao đại diện cho 20 chức vô địch của họ cho giải đấu; mỗi ngôi sao tương ứng với năm chức vô địch của đội. Họ trở thành câu lạc bộ Thổ Nhĩ Kỳ đầu tiên và duy nhất đạt được thành tích như vậy, qua đó chính thức trở thành câu lạc bộ có nhiều ngôi sao nhất trên logo của họ ở Thổ Nhĩ Kỳ.
Câu lạc bộ có sự cạnh tranh lâu dài với các đội Istanbul, cụ thể là với Beşiktaş và Fenerbahçe. Trận derby giữa Galatasaray và Fenerbahçe được mệnh danh là trận Kıtalar Arası Derbi (tiếng Anh: Intercontinental Derby) do vị trí của trụ sở chính và sân vận động của họ ở hai phía châu Âu (Galatasaray) và châu Á (Fenerbahçe) của eo biển Bosphorus ở Istanbul. Hơn nữa, hội cổ động viên của câu lạc bộ vô cùng cay đắng đối với Leeds United, sau bạo loạn ở bán kết Cúp UEFA 2000 khi hai cổ động viên của Leeds bị các cổ động viên của Galatasaray đâm chết. Bốn người đàn ông đã bị bắt và bị buộc tội giết người. Những cái chết đã dẫn đến phản ứng giận dữ ở Anh với việc các cổ động viên Galatasaray bị cấm tham dự trận lượt về tại Elland Road.

## Huy hiệu và màu sắc

Huy hiệu đầu tiên

Biểu tượng đầu tiên của Galatasaray được vẽ bởi 333 [Số trường] Şevki Ege. Đây là hình một con đại bàng dang rộng đôi cánh với một quả bóng đá trong mỏ. Đại bàng là một biểu tượng kiểu mẫu mà Galatasaray đã dựa vào ngay từ đầu. Nhưng khi cái tên không thu hút được quá nhiều sự quan tâm, sáng tác của Şevki Ege bị gạt sang một bên. Nó đã được thay thế bằng thiết kế hiện tại vào những năm 1920. Nó được thay thế vào năm 1925 bằng huy hiệu "Ghayn-Sin" hiện tại, là hai chữ cái Ả Rập đầu tiên của "G"alata "S"aray, được thiết kế bởi Ayetullah Emin.
Ban đầu, màu sắc của Galatasaray là đỏ và trắng. Đây là những màu trong quốc kỳ Thổ Nhĩ Kỳ hiện đại. Tuy nhiên, Cộng hòa Thổ Nhĩ Kỳ không được thành lập vào thời điểm đó. Do đó, quyết định này đã khiến ban quản lý đàn áp ngày đó cảm thấy khó chịu và chính quyền sau đó đã gây áp lực với các cầu thủ. Vì lý do này, vào ngày 26 tháng 12 năm 1906, màu sắc được đổi thành vàng và đen. Bộ dụng cụ thiết kế tám mảnh được chia đôi được đặt hàng từ Sports Outfitter William Shillcock có trụ sở tại Birmingham, Vương quốc Liên hiệp Anh và Bắc Ireland. Sau trận thua đậm 0–5 trước Baltalimanı trong một trận giao hữu, màu mới vàng và đen được coi là không tốt.
| “             | Chúng tôi đang hình dung những ngọn lửa đỏ vàng chiếu vào đội mình và mơ rằng nó sẽ đưa chúng tôi đến chiến thắng. Quả thực nó đã làm. | ” |
| —Ali Sami Yen | |   |

Vào ngày 6 tháng 12 năm 1908, trong trận đấu với đội bóng của tàu tuần dương Hải quân Hoàng gia HMS Barham, Galatasaray cuối cùng quyết định sử dụng màu đỏ và vàng, lấy cảm hứng từ hoa hồng mà Gül Baba đã tặng cho Quốc vương Bayezid II.
Ali Sami Yen đã nêu, "Sau khi chúng tôi vào và ra một số cửa hàng, chúng tôi đã thấy hai chất liệu len trông trang nhã khác nhau trong cửa hàng của Fatty Yanko tại Bahçekapısı (giữa Eminönü và Sirkeci ở Istanbul, nay được gọi là Bahçekapı). Một trong số chúng có màu đỏ sẫm, giống như màu anh đào, và cái còn lại có màu vàng đậm với một chút màu cam. Khi nhân viên bán hàng dùng tay xoay hai tấm vải bay vào nhau, chúng trở nên sáng chói đến nỗi khiến chúng ta liên tưởng đến vẻ đẹp của chim kim oanh. Chúng tôi tưởng mình đang nhìn những màu sắc bập bùng trong ngọn lửa đang cháy. Chúng tôi đang hình dung những ngọn lửa đỏ vàng chiếu vào đội mình và mơ rằng nó sẽ đưa chúng tôi đến chiến thắng. Quả thực nó đã làm vậy."

### Trang phục sân nhà
Áo đấu sân nhà của Galatasaray về cơ bản luôn giống nhau kể từ năm 1908. Áo đấu truyền thống của Galatasaray là thiết kế tám mảnh chia đôi. Điều này bao gồm mặt trước, mặt sau và tay áo của áo sơ mi được tạo thành từ hai màu, dẫn đến việc áo sơ mi được chia thành tám phần. (Hai màu giống nhau không bao giờ ở cạnh nhau trong 8 phần.) Các màu tiếp tục theo thứ tự xen kẽ, từ vàng sang đỏ. Điều này dẫn đến việc mặt trước của áo đối lập với mặt sau và áo cũng có thiết kế chia đôi từ một bên. Thứ tự màu sắc xen kẽ của tám phần này tạo ra một thiết kế nửa hoàn chỉnh cho chiếc áo sơ mi.
Thiết kế chia đôi tám mảnh cổ điển sẽ trở thành phong cách của Galatasaray trong khoảng 80 năm, cho đến năm 1985 khi nhà sản xuất đồ thể thao Adidas bắt đầu cung cấp áo sơ mi và tay áo được tạo thành bởi một màu chứ không phải chia đôi.
Được tạo ra cách đây hơn một thế kỷ, sự kết hợp trang phục cổ điển của Galatasaray bao gồm áo truyền thống tám mảnh, quần đùi trắng và tất đỏ và thường được mặc như một phần của trang phục thi đấu sân nhà. Điều này đã thay đổi vào giữa những năm 1980, khi nhà sản xuất đồ thể thao Adidas bắt đầu cung cấp áo sơ mi. Câu lạc bộ trở lại trang phục thi đấu "cổ điển" vào năm 2012. Các màu chính thức là Pantone sắc thái 1235 (vàng) và 201 (đỏ).

#### Lịch sử trang phục

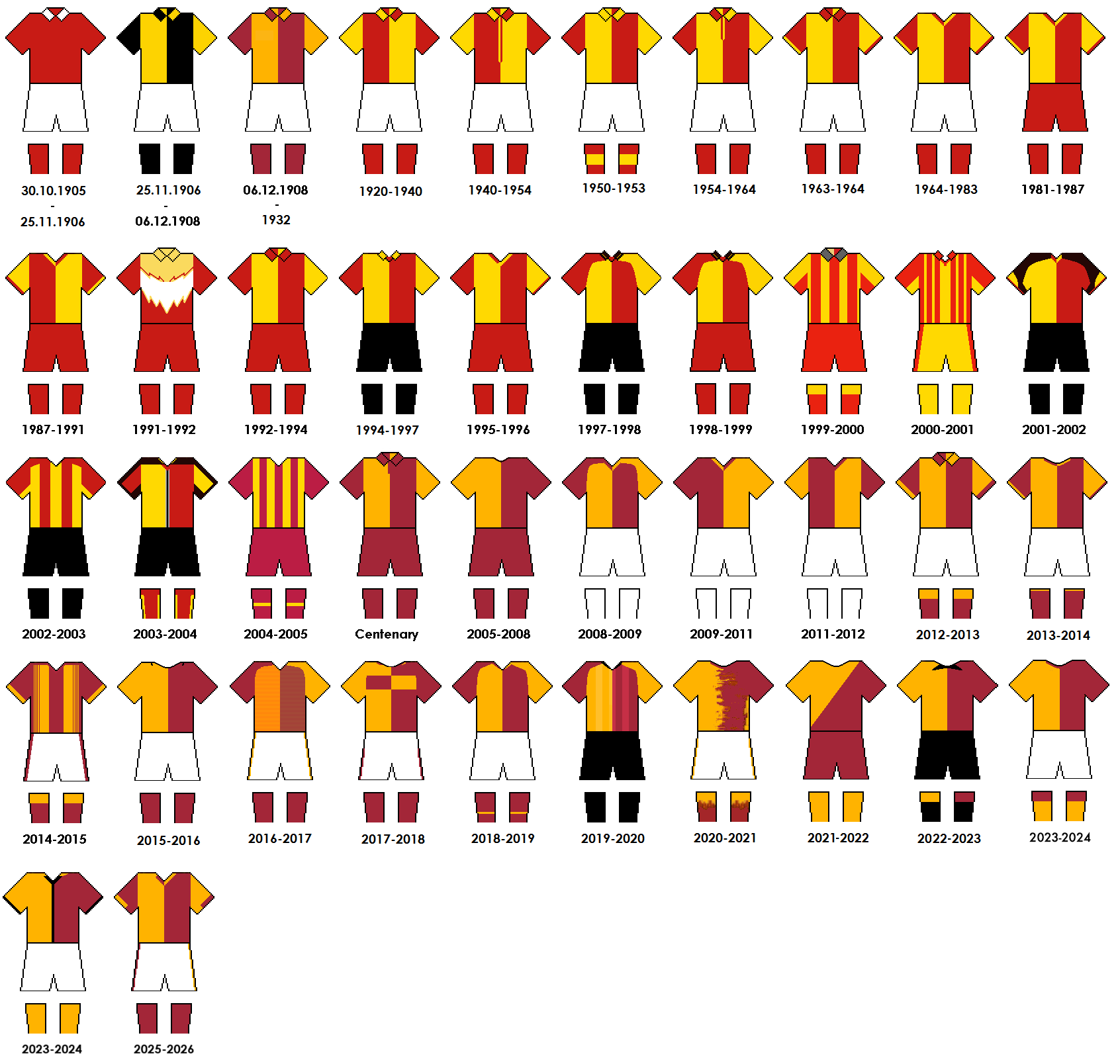

### Nhà cung cấp trang phục và nhà tài trợ áo đấu
Bộ trang phục của Galatasaray được sản xuất bởi Nike, người đã giữ hợp đồng từ năm 2011. Các nhà sản xuất trang phục trước đây là: Çamlıca (1978–79); Adidas (1978–82, 1984–91, 1995–2001, and 2005–11); Umbro (1979–81, 1982–83, 1991–95, and 2002–05); Puma (1980–81); Gola (1981–82); Fatih (1984–85); và Lotto (2001–02).
Kể từ năm 2020, nhà tài trợ áo đấu của Galatasaray là Sixt. Các nhà tài trợ trước đây bao gồm: Volvo và PeReJa (1977–78); Halı Fleks (1979–80); Telefunken, Alo, và THY (1980–81); Borsaş and Meban (1981–83); Telefunken (1983–84); Modell's (1984–85); Denizbank (1984–86); TürkBank (1986–91); ADEC Saat (1991–92); SHOW TV (1991–95); Emek Sigorta (1992–95); VakıfBank (1995–97); Bank Ekspres (1997–98); Marshall (1998–2000); Telsim (2000–01); Aria (2001–04); Avea (2004–09); Türk Telekom (2009–14); Huawei (2014–15), Dumankaya (2015–16), UNDP (2016), Nef (2016–19),  Terra Pizza (2019–20) và Sixt (2020–) cho các trận đấu quốc nội và Turkish Airlines kể từ năm 2014 cho các trận đấu quốc tế.
| \| Giai đoạn \| Nhà sản xuất trang phục \| Nhà tài trợ áo đấu \| \| --------- \| ----------------------- \| ----------------------------------- \| \| 1977–1978 \| Không có \| Volvo / PeReJa \| \| 1978–1979 \| Çamlıca / Adidas \| Không có \| \| 1979–1980 \| Umbro / Adidas \| Halı Fleks \| \| 1980–1981 \| Puma / Umbro / Adidas \| Telefunken / Alo / THY \| \| 1981–1982 \| Gola / Adidas \| Borsaş / Meban \| \| 1982–1983 \| Umbro \| Meban \| \| 1983–1984 \| Không có \| Telefunken \| \| 1984–1985 \| Fatih / Adidas \| Modells / Denizcilik Bankası \| \| 1985–1986 \| Adidas \| Denizbank \| \| 1986–1991 \| Adidas \| TürkBank \| \| 1991–1992 \| Umbro \| ADEC Saat / Show TV \| \| 1992–1995 \| Umbro \| Show TV / Emek Sigorta \| \| 1995–1997 \| Adidas \| VakıfBank \| \| 1997–1998 \| Adidas \| Bank Ekspres \| \| 1998–2000 \| Adidas \| Marshall Boya \| \| 2000–2001 \| Adidas \| Telsim \| \| 2001–2002 \| Lotto \| Aria \| \| 2002–2004 \| Umbro \| Aria \| \| 2004–2005 \| Umbro \| Avea \| \| 2005–2009 \| Adidas \| Avea \| \| 2009–2011 \| Adidas \| Türk Telekom \| \| 2011–2014 \| Nike \| Türk Telekom \| \| 2014–2015 \| Nike \| Huawei / Turkish Airlines \| \| 2015–2016 \| Nike \| Dumankaya / UNDP / Turkish Airlines \| \| 2016–2019 \| Nike \| Nef / Turkish Airlines \| \| 2019–2020 \| Nike \| Terra Pizza / Turkish Airlines \| \| 2020–2023 \| Nike \| Sixt / Turkish Airlines \| \| 2023– \| Nike \| Sixt / SOCAR \| |                         |                                     |
| Giai đoạn | Nhà sản xuất trang phục | Nhà tài trợ áo đấu                  |
| 1977–1978 | Không có                | Volvo / PeReJa                      |
| 1978–1979 | Çamlıca / Adidas        | Không có                            |
| 1979–1980 | Umbro / Adidas          | Halı Fleks                          |
| 1980–1981 | Puma / Umbro / Adidas   | Telefunken / Alo / THY              |
| 1981–1982 | Gola / Adidas           | Borsaş / Meban                      |
| 1982–1983 | Umbro                   | Meban                               |
| 1983–1984 | Không có                | Telefunken                          |
| 1984–1985 | Fatih / Adidas          | Modells / Denizcilik Bankası        |
| 1985–1986 | Adidas                  | Denizbank                           |
| 1986–1991 | Adidas                  | TürkBank                            |
| 1991–1992 | Umbro                   | ADEC Saat / Show TV                 |
| 1992–1995 | Umbro                   | Show TV / Emek Sigorta              |
| 1995–1997 | Adidas                  | VakıfBank                           |
| 1997–1998 | Adidas                  | Bank Ekspres                        |
| 1998–2000 | Adidas                  | Marshall Boya                       |
| 2000–2001 | Adidas                  | Telsim                              |
| 2001–2002 | Lotto                   | Aria                                |
| 2002–2004 | Umbro                   | Aria                                |
| 2004–2005 | Umbro                   | Avea                                |
| 2005–2009 | Adidas                  | Avea                                |
| 2009–2011 | Adidas                  | Türk Telekom                        |
| 2011–2014 | Nike                    | Türk Telekom                        |
| 2014–2015 | Nike                    | Huawei / Turkish Airlines           |
| 2015–2016 | Nike                    | Dumankaya / UNDP / Turkish Airlines |
| 2016–2019 | Nike                    | Nef / Turkish Airlines              |
| 2019–2020 | Nike                    | Terra Pizza / Turkish Airlines      |
| 2020–2023 | Nike                    | Sixt / Turkish Airlines             |
| 2023– | Nike                    | Sixt / SOCAR                        |

## Sân vận động

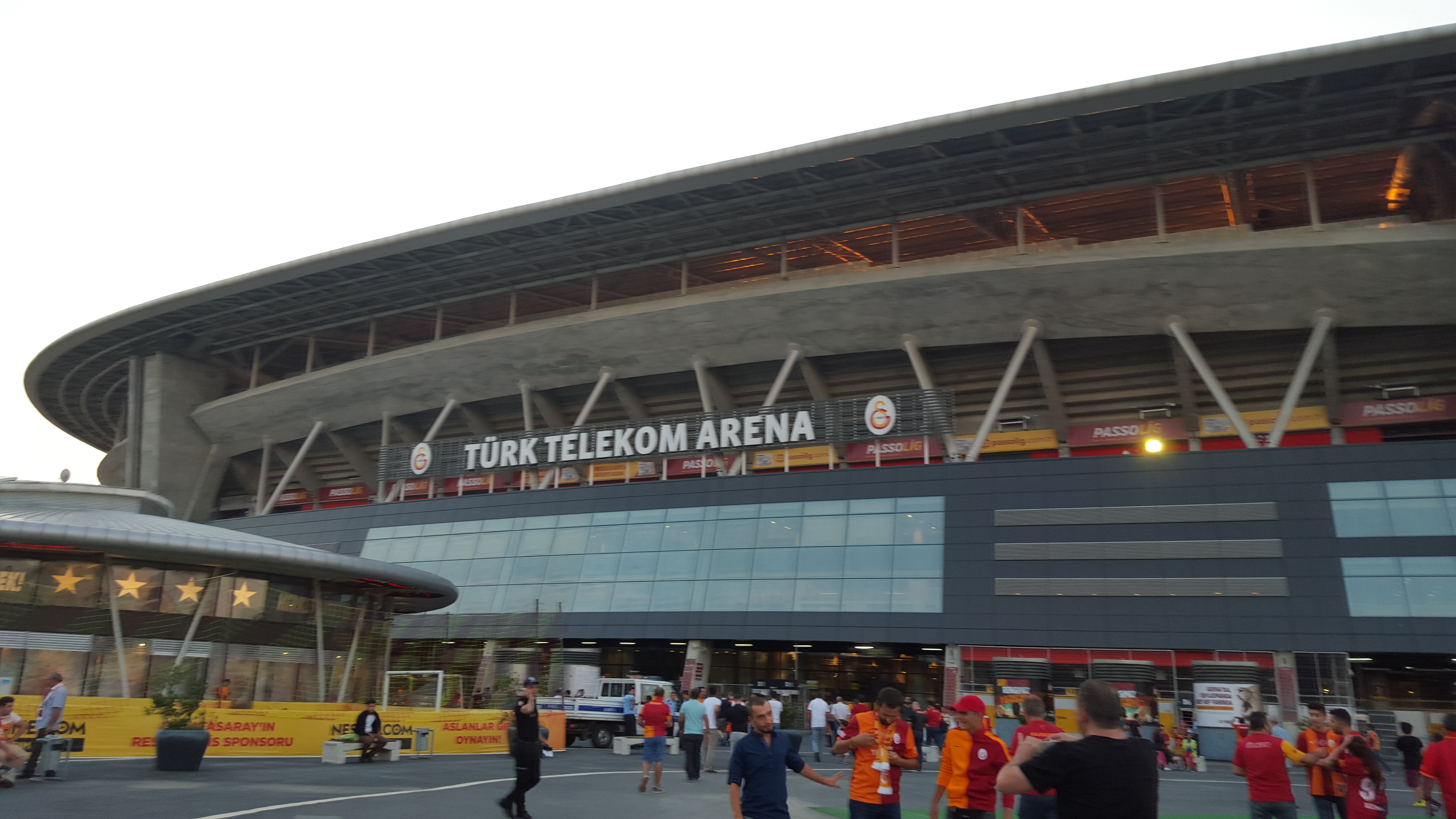
Bên ngoài của Sân vận động Nef

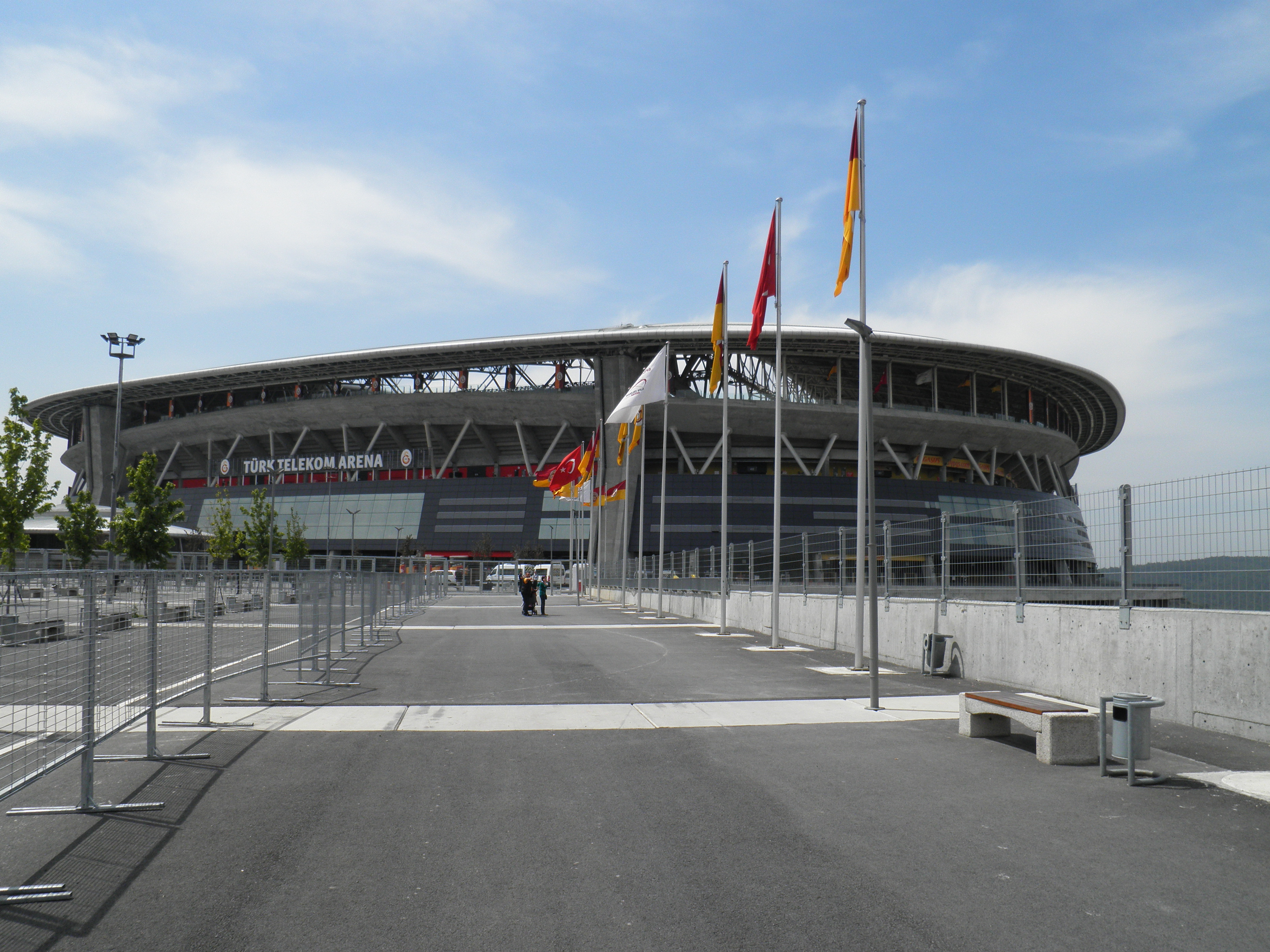
Đường chính đến Sân vận động Nef

### Sân vận động Ali Sami Yen
Khi Galatasaray được thành lập, không có đội Thổ Nhĩ Kỳ nào có sân nhà riêng và tất cả các trận đấu tại Istanbul Football League tổ chức tại Papazın Çayırı – bây giờ là địa điểm của Sân vận động Şükrü Saracoğlu của Fenerbahçe. Năm 1921, sân vận động bóng đá thích hợp đầu tiên của thành phố được xây dựng, sân vận động Taksim, được sử dụng làm sân nhà cho tất cả các đội của Istanbul. Khi Sân vận động Taksim lịch sử bị phá bỏ vào năm 1940, Galatasaray quyết định xây dựng một sân vận động lớn, hiện đại. Do những khó khăn bắt nguồn từ Thế chiến II, việc xây dựng đã bị trì hoãn trong hơn hai thập kỷ. Trong giai đoạn này, họ thi đấu ở Şeref Stadi và Dolmabahçe Stadi
Vào ngày 20 tháng 12 năm 1964, Sân vận động Ali Sami Yen khai trương. Được đặt theo tên của người sáng lập Galatasaray, Ali Sami Yen, nó nằm ở khu phố Mecidiyeköy của quận Şişli ở trung tâm thành phố. Năm 1964, sân vận động có sức chứa hơn 35.000. Do những cải tiến về an ninh và cấm khán giả không có chỗ ngồi, sức chứa tất cả chỗ ngồi giảm xuống còn 22.000 vào năm 1993. Vài năm sau, khán đài chính được xây dựng lại, vốn đã bị hư hại do động đất, đã tăng nhẹ sức chứa.
Sau năm 2002, khi Sân vận động Olympic Atatürk được xây dựng để phục vụ cho Thế vận hội Olympic của Istanbul, Galatasaray bắt đầu tổ chức các trận đấu Cúp châu Âu tại đó. Kỷ lục tham dự giữa các sân vận động của Thổ Nhĩ Kỳ đã bị phá vỡ ở đó, trong trận đấu Galatasaray–Olympiakos diễn ra trước 79.414 khán giả. Tuy nhiên, Sân vận động Ali Sami Yen có tầm quan trọng lịch sử đối với người hâm mộ Galatasaray mặc dù nó nhỏ hơn và cũ hơn.
The stadium was in 2011 demolished after Galatsaray moved to the newly built Nef Stadium.

### Sân vận động Rams Global
Sân nhà mới của Galatasaray là Sân vận động Nef mới được xây dựng ở khu vực Seyrantepe của Sarıyer. Nó còn được gọi là Ali Sami Yen Spor Kompleksi. Sân vận động mới, được khai trương vào ngày 15 tháng 1 năm 2011, có sức chứa 52.280 chỗ ngồi, trở thành sân vận động tư nhân lớn nhất được sử dụng bởi một câu lạc bộ ở Thổ Nhĩ Kỳ.

#### Bài ca sân vận động
Kể từ năm 1992, sau mỗi bàn thắng của Galatasaray, phần cuối của bài hát "I Will Survive" của Hermes House Band được chơi. Mặc dù bài hát bằng tiếng Anh nhưng phần được sử dụng không có lời bài hát ngoại trừ "la la la la". Ngoài ra, trước mỗi trận đấu, Galatasaray War Chant được chơi cùng với cái mà người hâm mộ gọi là "buổi trình diễn khăn quàng cổ", nơi người hâm mộ trưng bày và vẫy khăn quàng cổ, biểu ngữ và cờ Galatasaray của họ. Nhiều người gọi sân vận động Turk Telekom là 'Cehennem' (địa ngục) vì bài hát của sân vận động và tiếng hò hét liên tục của người hâm mộ.

### Lịch sử sân vận động

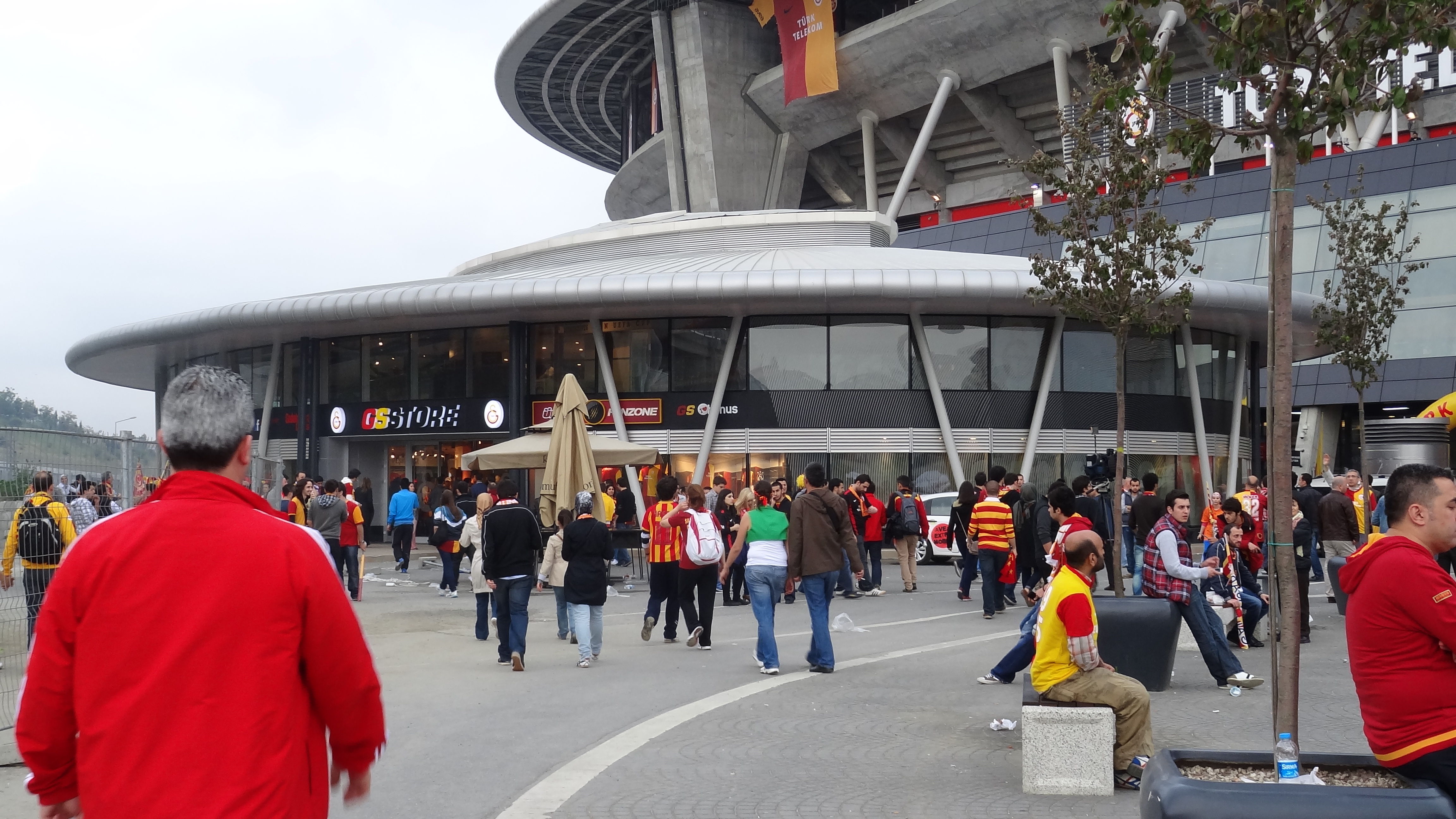
Cửa hàng Galatasaray tại Sân vận động Rams Global

| #  | Sân vận động            | Giai đoạn |
| -- | ----------------------- | --------- |
| 1  | Papazın Çayırı          | 1905–1921 |
| 2  | Taksim Stadı            | 1921–1940 |
| 3  | Şeref Stadı             | 1940–1948 |
| 4  | Dolmabahçe Stadı        | 1948–1966 |
| 5  | Ali Sami Yen Stadı      | 1966–1972 |
| 6  | Dolmabahçe Stadı        | 1972–1980 |
| 7  | Ali Sami Yen Stadı      | 1980–1984 |
| 8  | Dolmabahçe Stadı        | 1984–1986 |
| 9  | Ali Sami Yen Stadı      | 1986–2003 |
| 10 | Atatürk Olimpiyat Stadı | 2003–2004 |
| 11 | Ali Sami Yen Stadı      | 2004–2011 |
| 12 | Nef Stadı               | 2011–0000 |

| # | Sân vận động            | Số năm được chơi |
| - | ----------------------- | ---------------- |
| 1 | Ali Sami Yen Stadı      | 34               |
| 2 | Dolmabahçe Stadı        | 28               |
| 3 | Taksim Stadı            | 18               |
| 4 | Papazın Çayırı          | 17               |
| 5 | Nef Stadı               | 12               |
| 6 | Şeref Stadı             | 8                |
| 7 | Atatürk Olimpiyat Stadı | 1                |

## Cổ động viên

### Các trận đấu tại đấu trường châu Âu

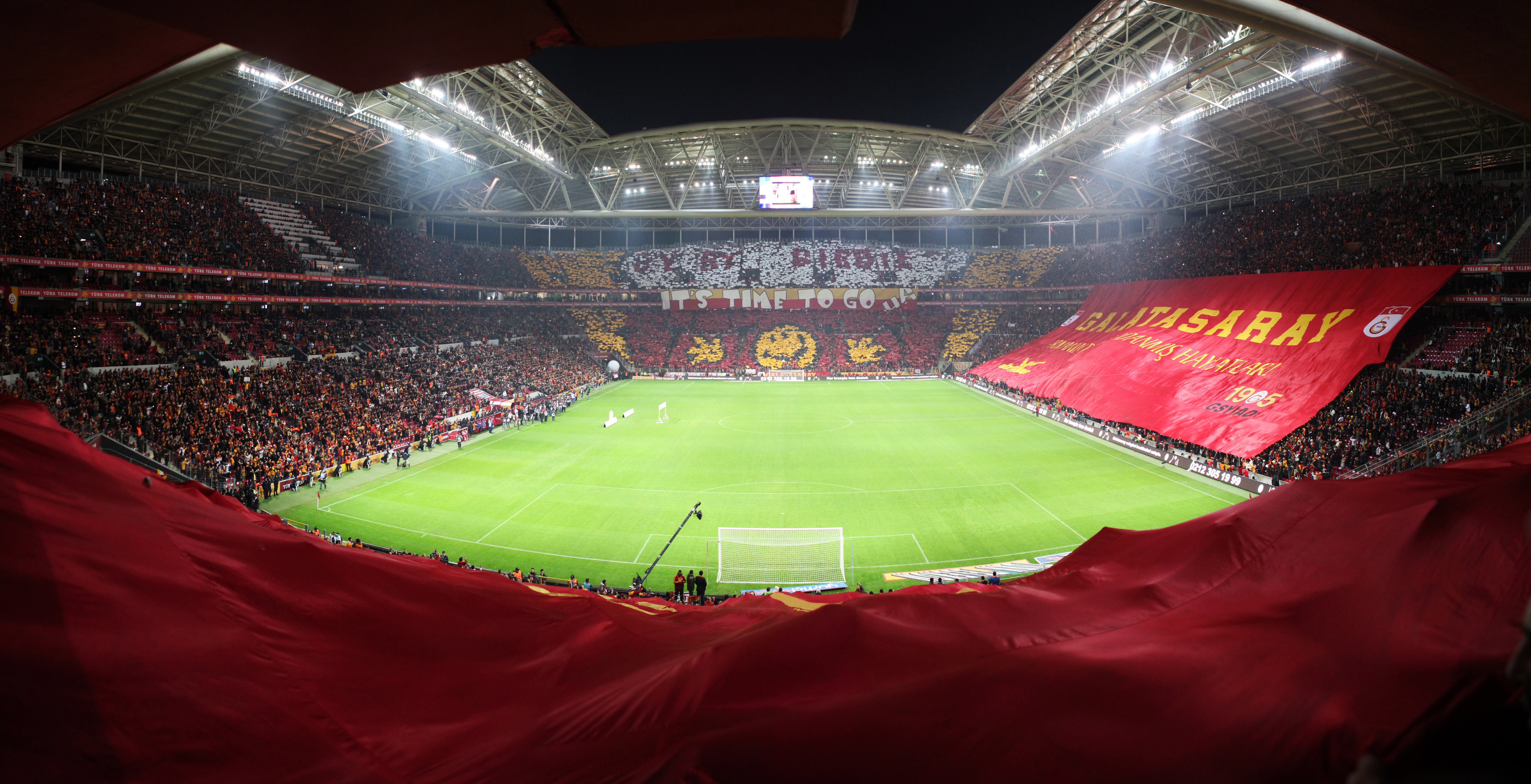
Cổ động viên Galatasaray

Cổ động viên Galatasaray rất coi trọng các giải đấu châu Âu và Galatasaray được biết đến với biệt danh Kẻ chinh phục châu Âu bởi người hâm mộ của họ. Biệt danh này nhấn mạnh tầm quan trọng của UEFA Cup và Super Cup mà Galatasaray đã giành được trong mùa giải 1999–2000. Người hâm mộ Galatasaray cũng nổi tiếng ở châu Âu là một trong những người hâm mộ cuồng nhiệt nhất trên thế giới, cùng với ultrAslan. Ryan Giggs từng nói Tôi chưa bao giờ trải qua bất cứ điều gì như Galatasaray. Ba giờ trước khi trận đấu bắt đầu, chúng tôi ra ngoài xem sân và sân vận động đã quá đông! Việc tụng kinh thật tuyệt vời: bên này bắt đầu, rồi bên kia, rồi im lặng, rồi tất cả đều tụng kinh! Các cầu thủ thực sự thích nó. Trước là tốt, sau là không dành cho chúng ta.'

### Kỷ lục
Người hâm mộ Galatasaray đã phá kỷ lục "tiếng hò reo của đám đông lớn nhất tại một sân vận động thể thao" vào ngày 18 tháng 3 năm 2011 tại sân vận động mới của Galatasaray Sân vận động Türk Telekom ở Istanbul. Mức đọc cao nhất là 140,76 dBA đã được ghi lại.
Vào ngày 11 tháng 3 năm 2023, Galatasaray đã phá kỷ lục chuỗi trận thắng dài nhất (14) trong lịch sử Süper Lig của Thổ Nhĩ Kỳ với chiến thắng 1–0 trước Kasımpaşa.

### Mức độ phổ biến của Galatasaray ở Thổ Nhĩ Kỳ
Cuộc thăm dò vào tháng 6 năm 2012 đã xếp Galatasaray ở vị trí đầu tiên với mức độ yêu thích 41,8% trong khi Fenerbahçe đứng thứ hai với mức độ 35,9%, Beşiktaş thứ ba với 16,3% và Trabzonspor thứ tư với 4,7%. Kết quả tương tự đã được công bố trong một cuộc thăm dò khác vào tháng 9 năm 2019, bao gồm một mẫu gồm 7500 người Thổ Nhĩ Kỳ.

## Các trận derby Istanbul
Các câu lạc bộ "big three" của Istanbul – Beşiktaş, Fenerbahçe và Galatasaray – có một lịch sử cạnh tranh kéo dài hàng thế kỷ. Kình địch Galatasaray–Fenerbahçe là trận derby chính ở Istanbul và là kình địch quan trọng nhất của bóng đá Thổ Nhĩ Kỳ. Sự kình địch có tầm quan trọng mang tính biểu tượng đối với những người ủng hộ do ưu thế giả định đi kèm với chiến thắng trong trận derby. Những người ủng hộ thường được trích dẫn rằng vô địch giải đấu mà không thắng trận derby là trống rỗng. Trận derby luôn được quan tâm rất nhiều do tính chất khốc liệt của nó trong và ngoài sân cỏ. Nhiều bộ phim tài liệu đã được thực hiện về trận derby bao gồm một tập của The Real Football Factory International. Sự cạnh tranh đã dẫn đến bạo lực giữa những người ủng hộ trong nhiều trường hợp, mặc dù điều này đã giảm trong những năm gần đây. Các đặc điểm điển hình của những ngày trận derby bao gồm các sân vận động cháy vé, sự ủng hộ lớn trong suốt trận đấu và màn vũ đạo chế nhạo của những người ủng hộ trước khi trận đấu bắt đầu. Các trận derby İstanbul cấp cao nhất khác bao gồm các đội; İstanbul BB và Kasımpaşa mặc dù các đội này là một đối thủ nhỏ vì lịch sử và sự chú ý của cả nước đối với các trận derby giữa ba đội lớn là không thể so sánh được.
Đuốc, khói, trống, cờ và áp phích khổng lồ được sử dụng để tạo ra sự hoành tráng về mặt hình ảnh và gây áp lực tâm lý lên các đội khách, mà người hâm mộ gọi là "chào đón họ xuống địa ngục".

## Danh hiệu

### Quốc nội
- Süper Lig

Vô địch (24) (kỷ lục): 1961–62, 1962–63, 1968–69, 1970–71, 1971–72, 1972–73, 1986–87, 1987–88, 1992–93, 1993–94, 1996–97, 1997–98, 1998–99, 1999–2000, 2001–02, 2005–06, 2007–08, 2011–12, 2012–13, 2014–15, 2017–18, 2018–19, 2022–23, 2023/24
Á quân (11): 1959, 1960–61, 1965–66, 1974–75, 1978–79, 1985–86, 1990–91, 2000–01, 2002–03, 2013–14, 2020–21
- Cúp bóng đá Thổ Nhĩ Kỳ

Vô địch (18) (kỷ lục): 1962–63, 1963–64, 1964–65, 1965–66, 1972–73, 1975–76, 1981–82, 1984–85, 1990–91, 1992–93, 1995–96, 1998–99, 1999–2000, 2004–05, 2013–14, 2014–15, 2015–16, 2018–19
Á quân (5): 1968–69, 1979–80, 1993–94, 1994–95, 1997–98
- Siêu cúp bóng đá Thổ Nhĩ Kỳ

Vô địch (16) (kỷ lục): 1966, 1969, 1972, 1982, 1987, 1988, 1991, 1993, 1996, 1997, 2008, 2012, 2013, 2015, 2016, 2019
Á quân (9): 1971, 1973, 1976, 1985, 1994, 1998, 2006, 2014, 2018
- Turkish National Division

Vô địch (1): 1939
Á quân (5): 1937, 1940, 1941, 1943, 1950
- Turkish Football Championship

Á quân (1): 1949
- Atatürk Cup

Á quân (1): 2000
- Prime Minister's Cup

Vô địch (5): 1975, 1979, 1986, 1990, 1995
Á quân (2): 1980, 1989

### Quốc tế
- UEFA Cup

Vô địch (1): 1999–2000
- UEFA Super Cup

Vô địch (1): 2000

Galatasaray ăn mừng chức vô địch UEFA Cup sau khi được Chủ tịch UEFA Lennart Johansson trao giải thưởng

- European Cup / UEFA Champions League

Bán kết (1): 1988–89

### Khu vực
- Istanbul Football League

Vô địch (15): 1908–09, 1909–10, 1910–11, 1914–15, 1915–16, 1921–22, 1924–25, 1925–26, 1926–27, 1928–29, 1930–31, 1948–49, 1954–55, 1955–56, 1957–58
- Istanbul Football Cup

Vô địch (2): 1941–42, 1942–43 (kỷ lục chia sẻ)
- Istanbul Shield

Vô địch (1): 1932–33

## Cầu thủ

### Đội hình hiện tại
Tính đến 16 tháng 9 năm 2023
Ghi chú: Quốc kỳ chỉ đội tuyển quốc gia được xác định rõ trong điều lệ tư cách FIFA. Các cầu thủ có thể giữ hơn một quốc tịch ngoài FIFA.
| Số | VT | Quốc gia    | Cầu thủ                            |
| -- | -- | ----------- | ---------------------------------- |
| 1  | TM | Uruguay     | Fernando Muslera (đội trưởng)      |
| 3  | HV | Tây Ban Nha | Angeliño (cho mượn từ RB Leipzig)  |
| 5  | TV | Thổ Nhĩ Kỳ  | Eyüp Aydın                         |
| 6  | HV | Colombia    | Davinson Sánchez                   |
| 7  | TV | Thổ Nhĩ Kỳ  | Kerem Aktürkoğlu                   |
| 8  | TV | Đức         | Kerem Demirbay                     |
| 9  | TĐ | Argentina   | Mauro Icardi                       |
| 10 | TĐ | Bỉ          | Dries Mertens                      |
| 12 | TM | Thổ Nhĩ Kỳ  | Atakan Ordu                        |
| 14 | TĐ | Bờ Biển Ngà | Wilfried Zaha                      |
| 19 | TM | Thổ Nhĩ Kỳ  | Günay Güvenç                       |
| 20 | TV | Brasil      | Tetê                               |
| 21 | TĐ | Thổ Nhĩ Kỳ  | Halil Dervişoğlu                   |
| 22 | TV | Maroc       | Hakim Ziyech (cho mượn từ Chelsea) |
| 23 | HV | Thổ Nhĩ Kỳ  | Kaan Ayhan                         |

| Số | VT | Quốc gia               | Cầu thủ                                         |
| -- | -- | ---------------------- | ----------------------------------------------- |
| 25 | HV | Đan Mạch               | Victor Nelsson                                  |
| 27 | TV | Bồ Đào Nha             | Sérgio Oliveira                                 |
| 34 | TV | Uruguay                | Lucas Torreira                                  |
| 42 | HV | Thổ Nhĩ Kỳ             | Abdülkerim Bardakcı                             |
| 50 | TM | Thổ Nhĩ Kỳ             | Jankat Yılmaz                                   |
| 53 | TV | Thổ Nhĩ Kỳ             | Barış Yılmaz                                    |
| 56 | TV | Thổ Nhĩ Kỳ             | Baran Demiroğlu                                 |
| 58 | HV | Thổ Nhĩ Kỳ             | Ali Yeşilyurt                                   |
| 72 | HV | Thổ Nhĩ Kỳ             | Ali Bülbül                                      |
| 81 | TV | Thổ Nhĩ Kỳ             | Hamza Akman                                     |
| 83 | TV | Thổ Nhĩ Kỳ             | Efe Akman                                       |
| 88 | HV | Thổ Nhĩ Kỳ             | Kazımcan Karataş                                |
| 91 | TV | Pháp                   | Tanguy Ndombele (cho mượn từ Tottenham Hotspur) |
| 93 | HV | Pháp                   | Sacha Boey                                      |
| 94 | TĐ | Cộng hòa Dân chủ Congo | Cédric Bakambu                                  |

### Cầu thủ trẻ với số áo đội một
Ghi chú: Quốc kỳ chỉ đội tuyển quốc gia được xác định rõ trong điều lệ tư cách FIFA. Các cầu thủ có thể giữ hơn một quốc tịch ngoài FIFA.
| Số | VT | Quốc gia   | Cầu thủ         |
| -- | -- | ---------- | --------------- |
| 12 | TM | Thổ Nhĩ Kỳ | Atakan Ordu     |
| 43 | TV | Thổ Nhĩ Kỳ | Emirhan Kayar   |
| 55 | HV | Thổ Nhĩ Kỳ | Arda Yavaş      |
| 56 | TV | Thổ Nhĩ Kỳ | Baran Demiroğlu |

| Số | VT | Quốc gia   | Cầu thủ       |
| -- | -- | ---------- | ------------- |
| 57 | TV | Thổ Nhĩ Kỳ | Eren Paşahan  |
| 58 | HV | Thổ Nhĩ Kỳ | Ali Yeşilyurt |
| 77 | HV | Thổ Nhĩ Kỳ | Berkan Aksoy  |
| 83 | TV | Thổ Nhĩ Kỳ | Efe Akman     |

### Cầu thủ theo hợp đồng
Ghi chú: Quốc kỳ chỉ đội tuyển quốc gia được xác định rõ trong điều lệ tư cách FIFA. Các cầu thủ có thể giữ hơn một quốc tịch ngoài FIFA.
| Số | VT | Quốc gia               | Cầu thủ             |
| -- | -- | ---------------------- | ------------------- |
| —  | TV | Thổ Nhĩ Kỳ             | Taylan Antalyalı    |
| —  | HV | Thổ Nhĩ Kỳ             | Kaan Arslan         |
| —  | HV | Cộng hòa Dân chủ Congo | Christian Luyindama |
| —  | TĐ | Thổ Nhĩ Kỳ             | Eren Aydın          |
| —  | TV | România                | Alexandru Cicâldău  |
| —  | TV | Thổ Nhĩ Kỳ             | Atalay Babacan      |
| —  | TV | Thổ Nhĩ Kỳ             | Eren Büyükkaya      |
| —  | HV | Thổ Nhĩ Kỳ             | Gökay Güney         |

| Số | VT | Quốc gia   | Cầu thủ            |
| -- | -- | ---------- | ------------------ |
| —  | TV | Thổ Nhĩ Kỳ | Abdussamed Karnuçu |
| —  | HV | Thổ Nhĩ Kỳ | Süleyman Luş       |
| —  | TM | Thổ Nhĩ Kỳ | Yılmaz Aktaş       |
| —  | HV | Thổ Nhĩ Kỳ | Alpaslan Öztürk    |
| —  | HV | Thổ Nhĩ Kỳ | Koraycan Akbaş     |
| —  | TV | Thổ Nhĩ Kỳ | Caner Türksoy      |
| —  | TV | Thổ Nhĩ Kỳ | Oğulcan Çağlayan   |
| —  | TĐ | Thổ Nhĩ Kỳ | Ali Karaca         |

### Cho mượn
Ghi chú: Quốc kỳ chỉ đội tuyển quốc gia được xác định rõ trong điều lệ tư cách FIFA. Các cầu thủ có thể giữ hơn một quốc tịch ngoài FIFA.
| Số | VT | Quốc gia   | Cầu thủ                                              |
| -- | -- | ---------- | ---------------------------------------------------- |
| —  | HV | Thổ Nhĩ Kỳ | Yiğit Demir (tại Adana 1954 đến 30 tháng 6 năm 2024) |
| —  | HV | Đan Mạch   | Mathias Ross (tại NEC đến 30 tháng 6 năm 2024)       |

| Số | VT | Quốc gia | Cầu thủ                                                         |
| -- | -- | -------- | --------------------------------------------------------------- |
| —  | HV | Hà Lan   | Patrick van Aanholt (tại PSV Eindhoven đến 30 tháng 6 năm 2024) |

### Cựu cầu thủ

#### Đội trưởng câu lạc bộ
| Boris Nikolov  | 1905–12 |
| Adil Giray     | 1920–24 |
| Nihat Bekdik   | 1924–36 |
| Gündüz Kılıç   | 1936–53 |
| Bülent Eken    | 1953–54 |
| Coşkun Özarı   | 1954–60 |
| Turgay Şeren   | 1960–67 |
| Metin Oktay    | 1967–69 |
| Talat Özkarslı | 1969–71 |

| Uğur Köken      | 1971–73 |
| Muzaffer Sipahi | 1973–75 |
| Nihat Akbay     | 1975–78 |
| Mehmet Oğuz     | 1978–79 |
| Gökmen Özdenak  | 1979–80 |
| Fatih Terim     | 1980–85 |
| Cüneyt Tanman   | 1985–91 |
| Erdal Keser     | 1991–94 |
| Tugay Kerimoğlu | 1994–95 |

| Bülent Korkmaz   | 1995–05 |
| Hakan Şükür      | 2005–08 |
| Ümit Karan       | 2008–09 |
| Arda Turan       | 2009–11 |
| Sabri Sarıoğlu   | 2011–14 |
| Selçuk İnan      | 2014–20 |
| Fernando Muslera | 2020–   |

## Cơ sở đào tạo trẻ
Galatasaray sở hữu một trong những lò đào tạo trẻ thành công nhất ở Thổ Nhĩ Kỳ. Cơ sở đào tạo trẻ Gündüz Kılıç ở Florya là trung tâm của bộ. Galatasaray U21 đã vô địch Turkish Youth League ba lần.
Học viện bóng đá Galatasaray đào tạo trẻ em từ bảy đến mười lăm tuổi. Chúng được đặt tại 79 địa điểm, ở Thổ Nhĩ Kỳ, Úc, Đức, Bỉ và Vương quốc Anh.

## Tài trợ
Các công ty mà Galatasaray S.K. hiện có hợp đồng tài trợ với bao gồm:
| Công ty được cấp phép | Sản phẩm                        |
| --------------------- | ------------------------------- |
| Nike                  | Nhà tài trợ kỹ thuật            |
| Sixt                  | Nhà tài trợ chính (ngực)        |
| Magdeburger Sigorta   | Đồng tài trợ (lưng)             |
| Getir                 | Nhà tài trợ chính thức (tay áo) |
| Nef                   | Nhà tài trợ chính thức          |
| Turkish Airlines      | Nhà tài trợ chính thức          |
| Tunç Holding          | Nhà tài trợ chính thức (tất)    |
| Türk Telekom          | Nhà tài trợ chính thức          |
| Burger King           | Nhà tài trợ chính thức          |
| Medical Park          | Nhà tài trợ chính thức          |
| Ülker                 | Nhà tài trợ chính thức          |
| Hardline Nutrition    | Nhà tài trợ chính thức          |
| HDI Sigorta           | Nhà tài trợ chính thức          |
| Denizbank             | Nhà tài trợ chính thức          |
| Aroma                 | Nhà tài trợ chính thức          |
| Socios.com            | Nhà tài trợ chính thức          |
| Maximum               | Nhà tài trợ chính thức          |
| Passolig              | Nhà tài trợ chính thức          |
| İGA Pass              | Nhà tài trợ chính thức          |
| Diversey              | Nhà tài trợ chính thức          |
| Damat Tween           | Nhà tài trợ chính thức          |
| Spor Toto             | Nhà tài trợ chính thức          |